# Gori
Gori (Georgisch: გორი) is een stad in het midden van Georgië met ongeveer 42.600 inwoners (2024), waarmee het de vijfde grote stad van het land is. Gori is het bestuurlijk centrum van de gelijknamige gemeente en is daarnaast de hoofdstad van de regio Sjida Kartli. De stad is gesitueerd op ongeveer 600 meter boven zeeniveau aan de samenvloeiing van de Mtkvari en de Liachvi.

## Geschiedenis

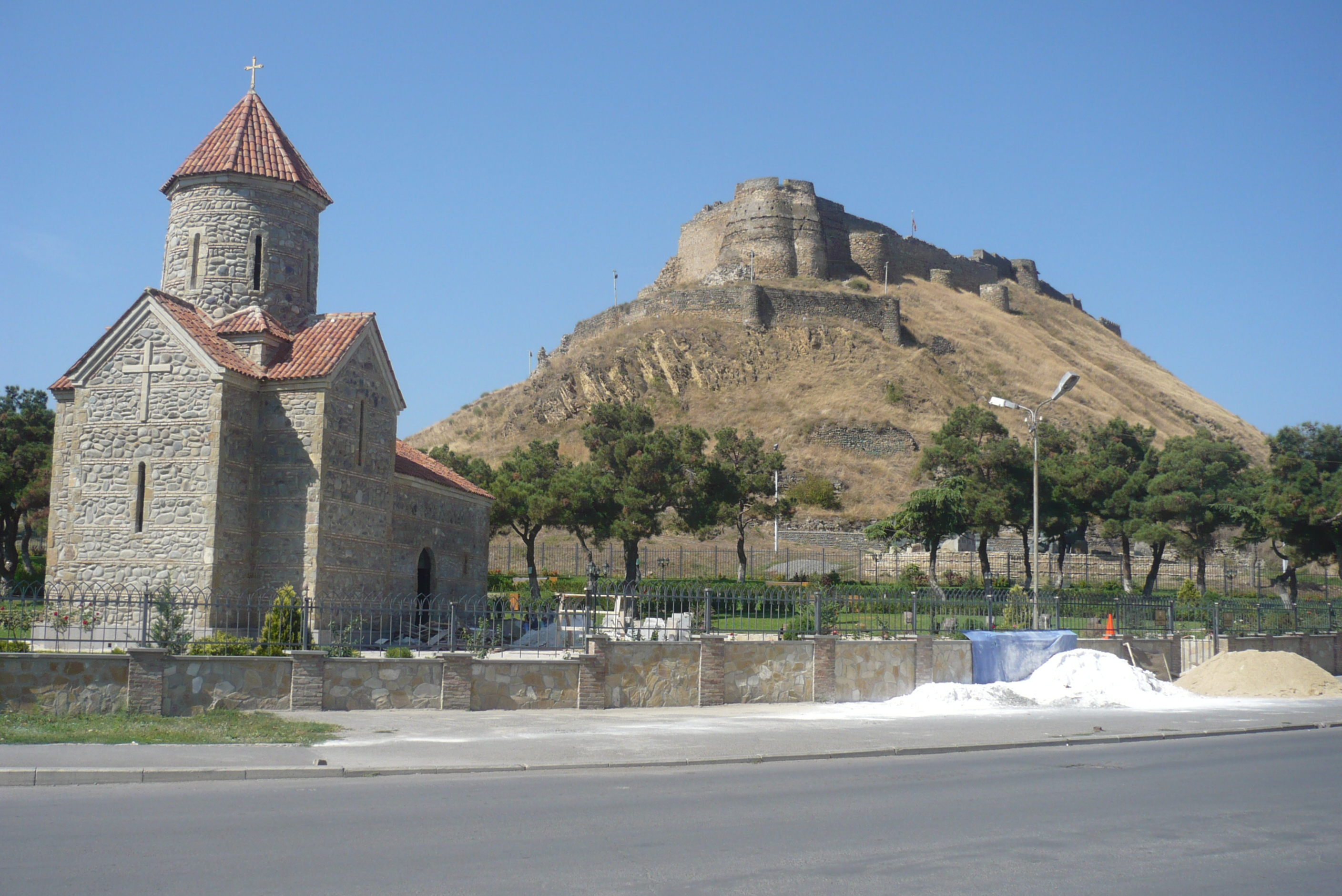
De burcht van Gori.

Het grondgebied van Gori is bevolkt sinds de vroege bronstijd. Volgens middeleeuwse Georgische kronieken werd de huidige stad Gori gesticht door koning David IV (1089-1125). Hij versterkte Gori en veranderde het in een koninklijke domeinstad, geregeerd door een door de koning aangestelde Mouravi (Georgisch: მოურავი).
Het fort van Gori zou al in de 7e eeuw in gebruik te zijn geweest en archeologische vondsten wijzen op het bestaan van een stedelijke gemeenschap in de klassieke oudheid. De stad werd door de eeuwen heen diverse keren ingenomen door buitenlandse invasies: de Mongolen, Ottomanen, Perzen en uiteindelijk vanaf 1801 door het Russische Rijk.

### Onder Russisch gezag
Meteen na de Russische annexatie van het koninkrijk Kartli-Kachetië kreeg Gori in 1801 stadsrechten. De stad groeide gedurende de 19e eeuw, onder meer door de aanleg van de spoorlijn Tbilisi - Poti.
Gori raakte zwaar beschadigd tijdens een aardbeving op 20 februari 1920, die een kracht van 6,2 op de schaal van Richter had. Hierbij kwamen 114 mensen om het leven waarvan de helft in de stad. Tevens werden duizend appartementen verwoest en raakten vele huizen beschadigd.
Gori was een belangrijk industrieel centrum in de Sovjettijd, met onder meer katoenindustrie, fabrieken voor het maken van instrumenten, impregneren van dwarsliggers, conservenfabrieken, wijnhuizen, vleesverwerkende fabrieken, etcetera. Tevens waren er diverse onderwijsinstellingen zoals een landbouwschool, medische school en muziekschool. De stad leed onder de economische ineenstorting na de val van de Sovjet-Unie en de uitstroom van de bevolking tijdens de jaren van de post-Sovjetcrisis van de jaren negentig van de 20e eeuw.

### In onafhankelijk Georgië
Sinds de jaren 2000 heeft Georgië de militaire infrastructuur in en rond de stad uitgebreid. Zo werd het Centraal Militair Hospitaal verplaatst van Tbilisi naar Gori. Op 18 januari 2008 werd in Gori de tweede Georgische militaire basis naar NAVO-standaarden geopend. Tijdens de Russisch-Georgische Oorlog van augustus 2008 was Gori dagelijks het doelwit van Russische luchtaanvallen. Op 12 augustus, de dag van de wapenstilstand, schoot Rusland van grote afstand een Iskander-raket met clustermunitie op het plein in Gori bij het stadhuis. Dit kostte 13 mensen het leven, waaronder de Nederlandse RTL-cameraman Stan Storimans.

### Stalin en zijn monument

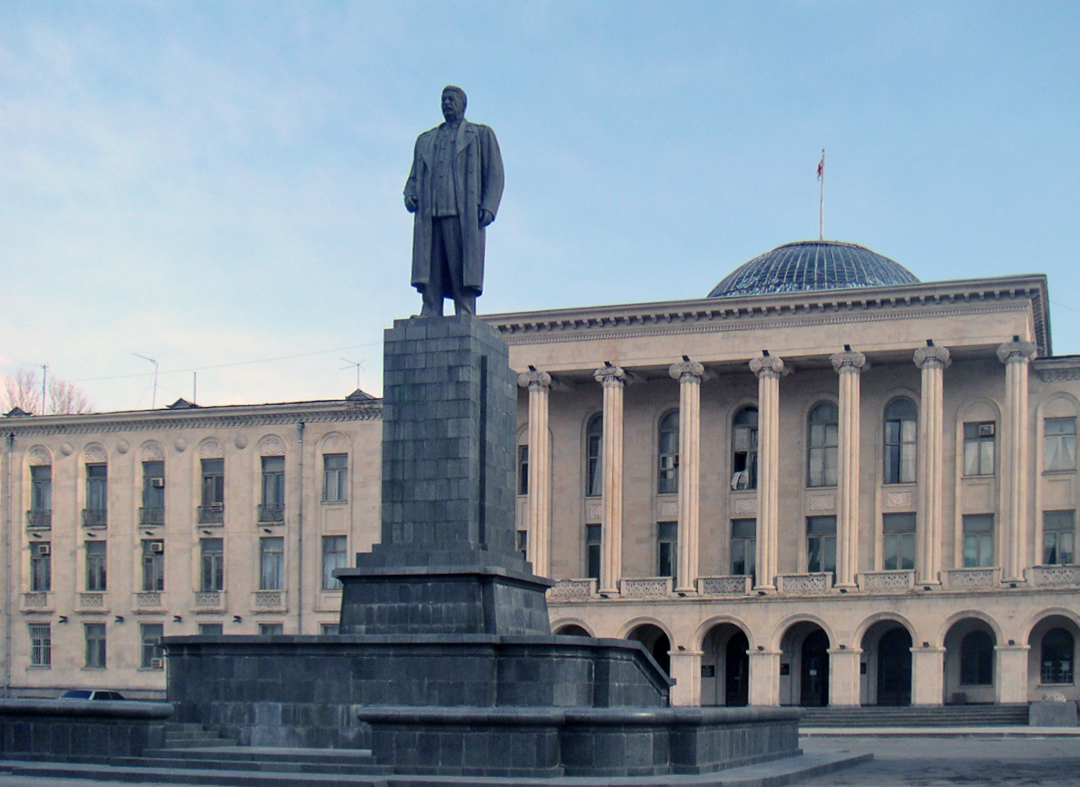
Stadhuis van Gori. Het standbeeld van Stalin werd in 2010 verwijderd.

Gori is de geboorteplaats van de voormalige Sovjetdictator Jozef Stalin. In 1952 werd op het plein voor het stadhuis een standbeeld van Stalin onthuld. Het standbeeld was in 2010 bij zijn verwijdering het enige manshoge monument van Stalin dat op de oorspronkelijke plek stond. Het was daarmee ook een van de weinige standbeelden van Stalin die gespaard waren gebleven tijdens de 'destalinisatie' en tijdens het uiteenvallen van de Sovjet-Unie, ondanks verschillende pogingen tot verwijdering van het beeld.
In de nacht van 24 op 25 juni 2010 werd het standbeeld alsnog verwijderd, met de aankondiging om het bij het Jozef Stalin-museum neer te zetten. Dit gebeurde niet evenals met latere burgerinitiatieven zoals in 2013. Minister van Cultuur Nikoloz Roeroea zei daags na de verwijdering van het standbeeld "als we echt een onafhankelijke, moderne en vrije natie willen zijn, hebben zulke lelijke idolen geen plaats in het vrije Georgië". Een inwoner zei dat "Stalin de man was die Georgië vernietigde, waardoor het grote delen van zijn grondgebied verloor", verwijzend naar de Sovjet-invasie onder leiding van Stalin in 1921 van de onafhankelijke en door de Sovjets erkende Democratische Republiek Georgië. Toenmalig president Micheil Saakasjvili stelde dat het herplaatsen van het beeld een "barbaarse, anti-Georgische, anti-nationale, anti-staatshandeling" zou zijn. Het is anno 2021 onbekend waar het beeld is gebleven.

### Stalinmuseum

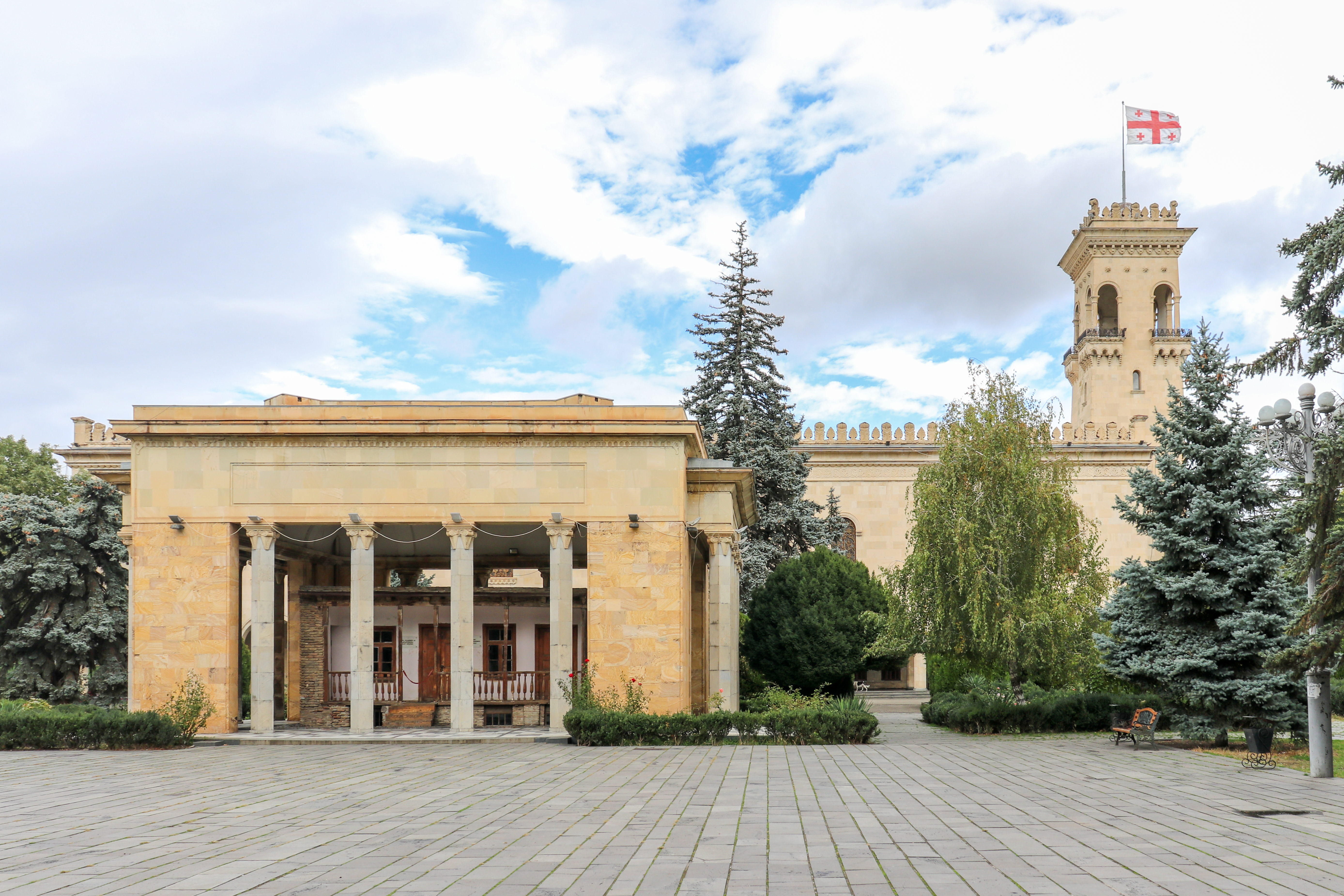
Stalinmuseum en geboortehuis

In 1937, tijdens de Grote Zuivering die ook duizenden Georgiërs het leven kostte, werd het houten geboortehuis van Stalin in Gori omgevormd tot een huismuseum. In de jaren 1950, nog voor Stalin's dood, werd het huis ingekapseld door een Grieks-Italiaans gestileerd gebouw ter bescherming van weersinvloeden en werd daaromheen ook het Stalin-park en museumgebouw in palazzo stijl gebouwd. In 1957 werd het Jozef Stalin-museum officieel geopend. Het bevat voorwerpen die in zijn leven een rol gespeeld hebben. In 1985 werd de gepantserde treinwagon waarmee Stalin zijn reizen maakte, onder andere naar belangrijke conferenties tijdens en na de Tweede Wereldoorlog, op een spooremplacement in Rostov aan de Don gevonden en bij het museum geplaatst.
Na de Russisch-Georgische Oorlog in 2008, waarbij Russische troepen de stad tien dagen na het staakt-het-vuren bezet hielden, werd door het Georgische Ministerie van Cultuur een 'Museum van Ruslands Agressie' voorgesteld in de stad. Het Stalinmuseum zou hiertoe aangepast worden, maar deze plannen zijn nooit verwezenlijkt. Het lot van het museum, dat volgens velen te veel een eerbetoon aan de Sovjetdictator is, is een betwist onderwerp in Georgië.

## Demografie
Begin 2024 had Gori 42.596 inwoners, een daling van bijna 8% sinds de volkstelling van 2014.
| Aantal                                                           | 10.269 | 10.547 | 19.628 | 35.061 | 48.181 | 55.984 | 68.924 | 49.516 | 48.143 | 45.557 | 42.596 |
| Verantwoording data: Bevolkingsstatistiek Georgië 1897 tot heden |        |        |        |        |        |        |        |        |        |        |        |

### Etniciteit
De bevolking van Gori bestond in 2014 voor 95,6% uit Georgiërs, gevolgd door 1,7% Armeniërs (838), 1,2% Osseten (574) en 0,6% Russen (289). Andere minderheden zijn Joden (98), Oekraïners (90), Azerbeidzjanen (66), Pontische Grieken (45) en kleine aantallen Assyriërs, Bosja, Abchaziërs en Jezidi's.
In 1922 had Gori nog een grote Armeense gemeenschap, 27% van het aantal inwoners groot, terwijl in 1979 de Osseetse gemeenschap de tweede grote etnische groep in de stad was met 13% (7155 inwoners). In 1922 was deze groep nog slechts 2% groot (206).

## Bezienswaardigheden

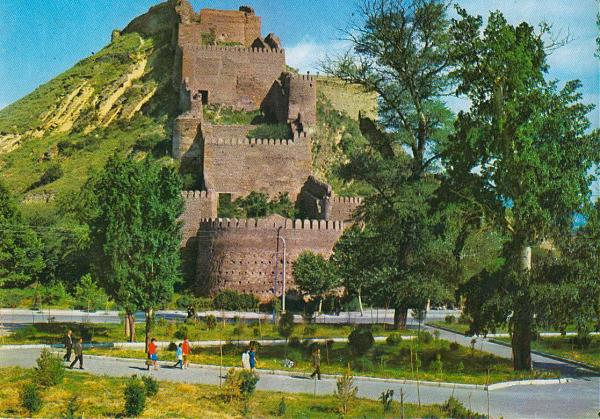
Fort Gori.

Er zijn in Gori een aantal historische bezienswaardigheden:
- Fort Gori. Deze burcht staat op een rots in het centrum van de stad en is in de huidige vorm van het eind van de 18e eeuw. Al sinds het eerste millennium voor Christus stond hier een burcht met nederzetting.[26]
- Jozef Stalin-museum. Dit museum staat aan de rand van het oude centrum en is gewijd aan het leven van Sovjetleider Jozef Stalin. Het terrein heeft onder meer het museum, zijn geboortehuis beschermd door een palazzo gebouw er overheen, en de treinwagon waarmee Stalin vanaf 1941 zijn reizen maakte naar internationale conferenties, zoals die van Jalta en Teheran.
- St Joriskerk en klooster in Goridzjvari. De kerk is na de aardbeving van 1920 gebouwd op de plek van een vroeg middeleeuws kerk stond. Het terrein heeft een 7e-eeuwse omheining en ligt op een heuvel aan de zuidkant van Gori en biedt een fraai uitzicht over de stad.[27]

## Vervoer

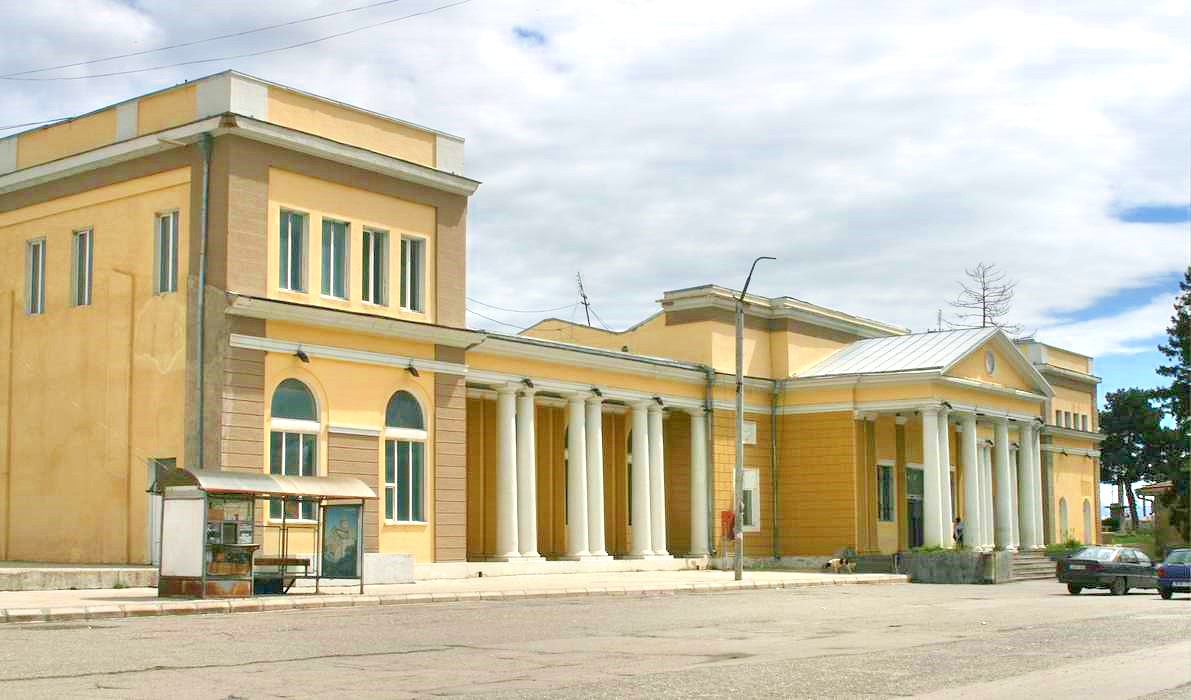
Spoorwegstation.

De belangrijkste weg langs de stad is de 'route van internationaal belang' S1 (E60), die in de vorm van een autosnelweg de noordkant van de stad passeert en de belangrijkste oost-west wegverbinding van het land is.
Gori is het zuidelijke eindpunt van de S10, ook wel de Transkaukasische snelweg (Transkam) genoemd. De Transkam opende in 1986 na de opening van de Roki-tunnel op de grens met Rusland. De weg is sinds de jaren 1990 niet verder te berijden dan de feitelijke grens van de afscheidingsrepubliek Zuid-Ossetië. De weg is desondanks belangrijk voor de Georgische dorpen in de omgeving van de Zuid-Osseetse grens bij Tschinvali. Dit geldt ook voor de nationale routes Sh24 en Sh138 die Gori verbinden met dorpen langs de Zuid-Osseetse grens en daar doodlopen. De Sh29 is een lange regionale route die aan de zuidkant van de Mtkvari langs de voet van het Trialetigebergte loopt en Chasjoeri via Kareli met Gori en Tbilisi verbindt.

### Spoorwegen
Daarnaast is Gori een belangrijke spoorwegplaats. De belangrijkste spoorlijn van het land, Tbilisi - Poti / Batoemi, loopt door de stad. Vanaf het station Gori is sinds 1940 ook een aftakking naar Tschinvali. Vanaf de jaren 1990 was deze slechts in gebruik tot de laatste halte voor de Zuid-Osseetse grens bij (Zemo) Nikozi. Sinds de openbaar vervoersstop tijdens de coronapandemie werd de lijn buiten gebruik gesteld.

## Stedenbanden
Gori onderhoudt steden- en gemeentebanden met:
- Łódź, Polen
- Ełk, Polen
- Gołdap, Polen
- Gryfino, Polen
- Kartuzy, Polen
- Melitopol, Oekraïne
- Olecko, Polen
- Orzysz, Polen
- Pavlohrad, Oekraïne
- Pisz, Polen
- Priekule, Letland
- Raciechowice
- Salacgrīva, Letland
- Trakai, Litouwen
- Utena, Letland
- Vasylkiv, Oekraïne

## Sport
Voetbalclub Dila Gori werd in 2015 landskampioen van Georgië. Dila Gori speelt haar wedstrijden in het Tengiz Boerdzjanadzestadion.

## Geboren
- Jozef Stalin (1878-1953), leider van de Sovjet-Unie
- Irakli Gamrekeli (1894-1943), decor- en kostuumontwerper, kunstschilder en grafisch kunstenaar
- Vano Moeradeli (1908-1970), Georgisch-Sovjet-Russisch componist en dirigent
- Oto Nemsadze (1989), Georgisch zanger
- Lasja Sjavdatoeasjvili (1992), Georgisch judoka